# NGC 3592
NGC 3592 (również PGC 34248 lub UGC 6267) – galaktyka spiralna (Sc), znajdująca się w gwiazdozbiorze Lwa. Odkrył ją Albert Marth 4 marca 1865 roku.